# فطريات عفنية
الفُطْرِيَّات العَفَنِيَة (الاسم العلمي: Mucoromyceta) هي تحت مملكة من الفطريات.

## التصنيف
- تحت مملكة الفطريات العفنية
  - الشعبة العفنينية
    - شعيبة العفنينيات
      - الطائفة العفنانية
        - رتبة العفنيات
          - الفصيلة العفنية
            - جنس العفنة